# 蘭特曼山脈
71°40′S 163°10′E / 71.667°S 163.167°E
蘭特曼山脈（英語：Lanterman Range）是南極洲的山脈，是鮑爾斯山脈的西南部，長約60公里、寬22公里，以雷尼克冰川、斯勒哲斯冰川、布萊克冰川和坎漢冰川為限，該山脈以美國海軍指揮官命名。